# 第三軌供電

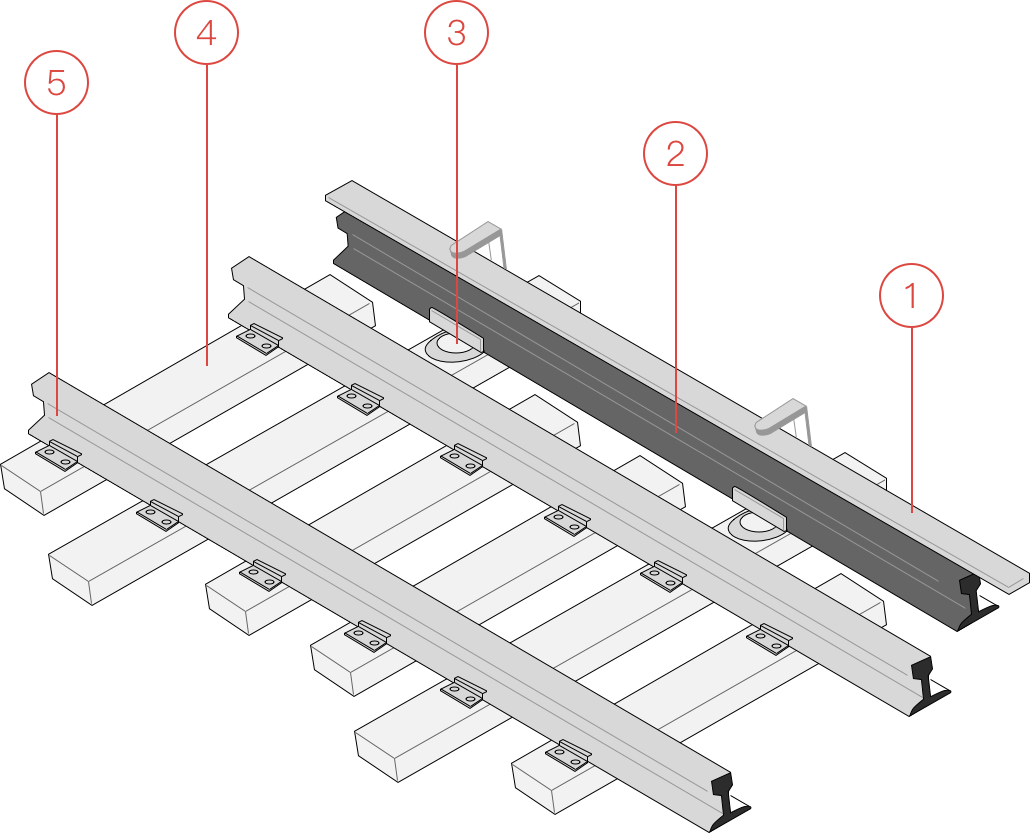
轨道供电模组示意图。图示1：保护壳；2：带电触轨；3：绝缘器；4：枕木；5：普通路轨

軌道供電，是電氣化鐵路的供電形式之一，该供电系统不同于铁道运输中架设输电网的模式，减少了轨道上方空间及两侧空间的占用，常见于封闭型轨道交通，如地铁线路或市内交通系統，亦偶見於部份城際鐵路路網。

## 概要
軌道供電系統是一種鐵路供電方法。顧名思義，軌道供電的概念就是在列車行走的兩條路軌以外，再加上一至兩條導電軌，導電軌通常設於兩軌之間或外側；同時在動車組或機關車上裝設集電裝置，以接觸導電軌並滑行。這種集電裝置因為類似靴子形狀，因此被稱為「shoe」，中譯為「集電靴」。
由於電力系統需同時具備送電與回流才能完成迴路，因此必須有回流軌的設置。在鋼軌系統中，可以利用路軌送回電流，而無需另外設置另一回流軌；但在單軌鐵路或膠輪路軌系統，由於電流無法透過路軌回流，只能另外增設軌道作為回流軌。但獨立設置回流軌的方式，意外地提高系統可靠性與降低對號誌系統的干擾，讓某些純鋼軌系統也建置獨立的回流軌（如倫敦地鐵）。
德國的西門子公司於1879年的柏林博覽會展示了一列從第三軌取電的概念車。此後許多鐵路和軌道系統均裝設導電軌，提供鐵路電力。位於倫敦的第一條電氣化地鐵在1890年開通時採用軌道供電方式。

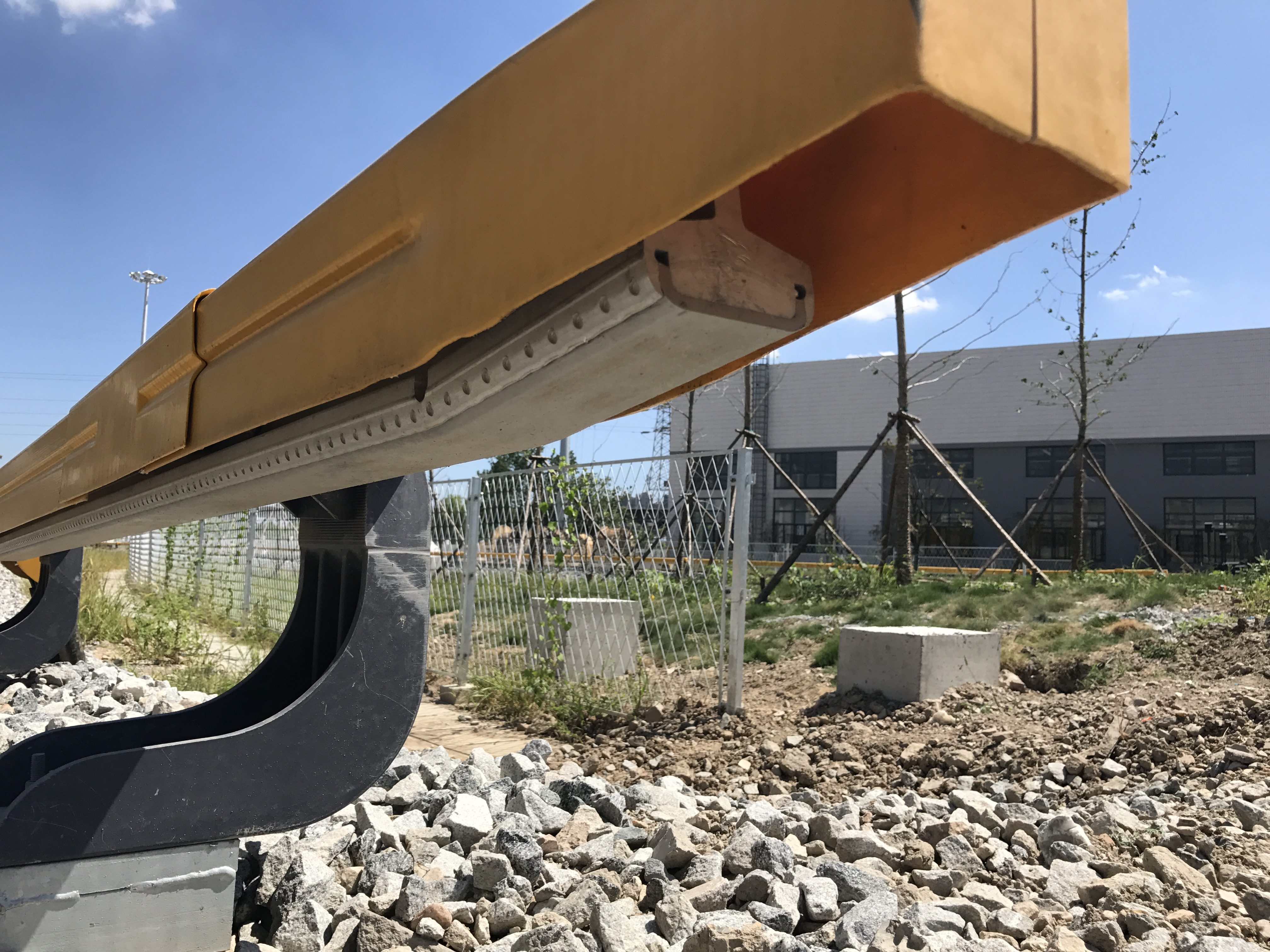
供电轨
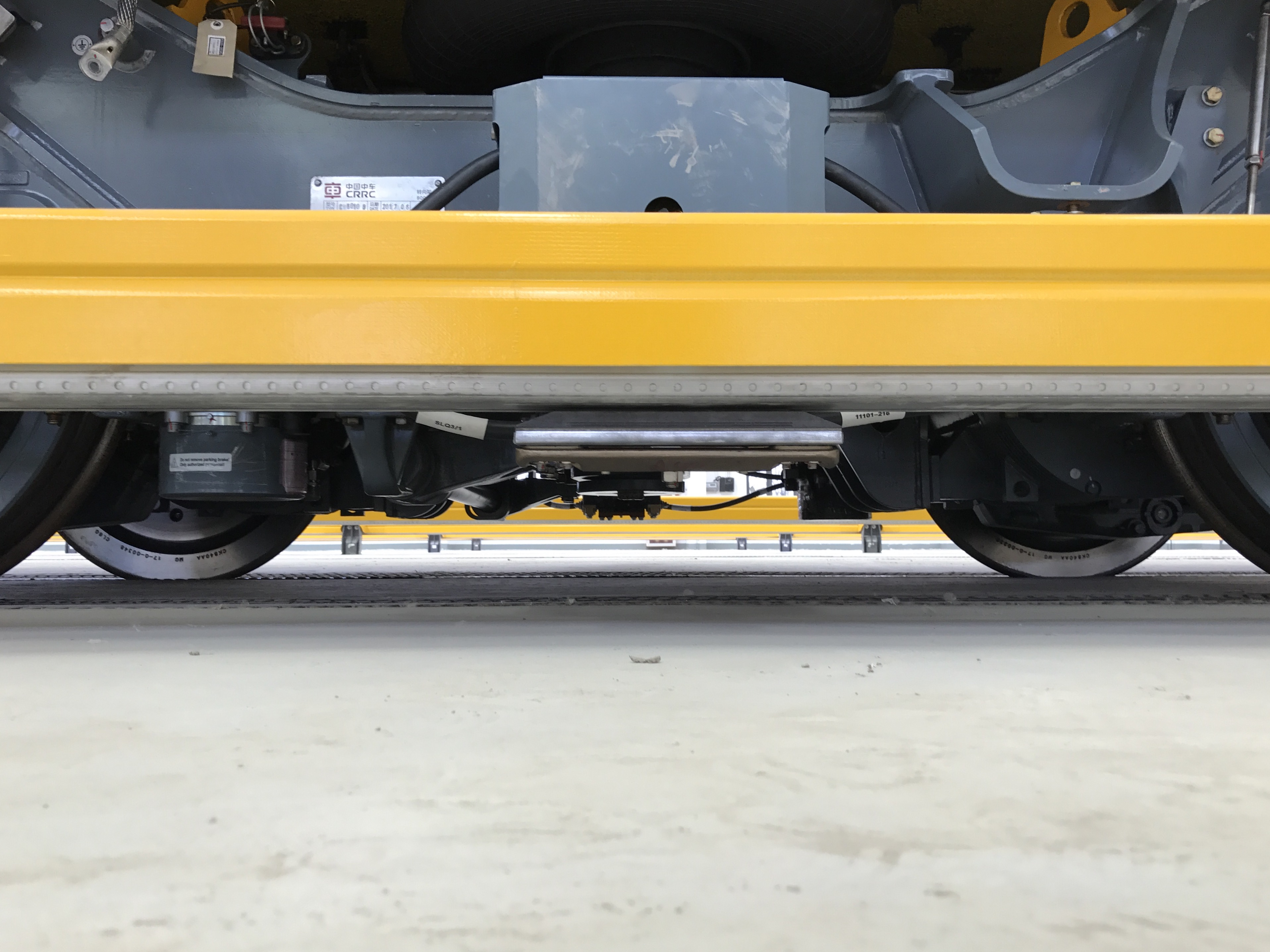
供电轨与集电靴接触
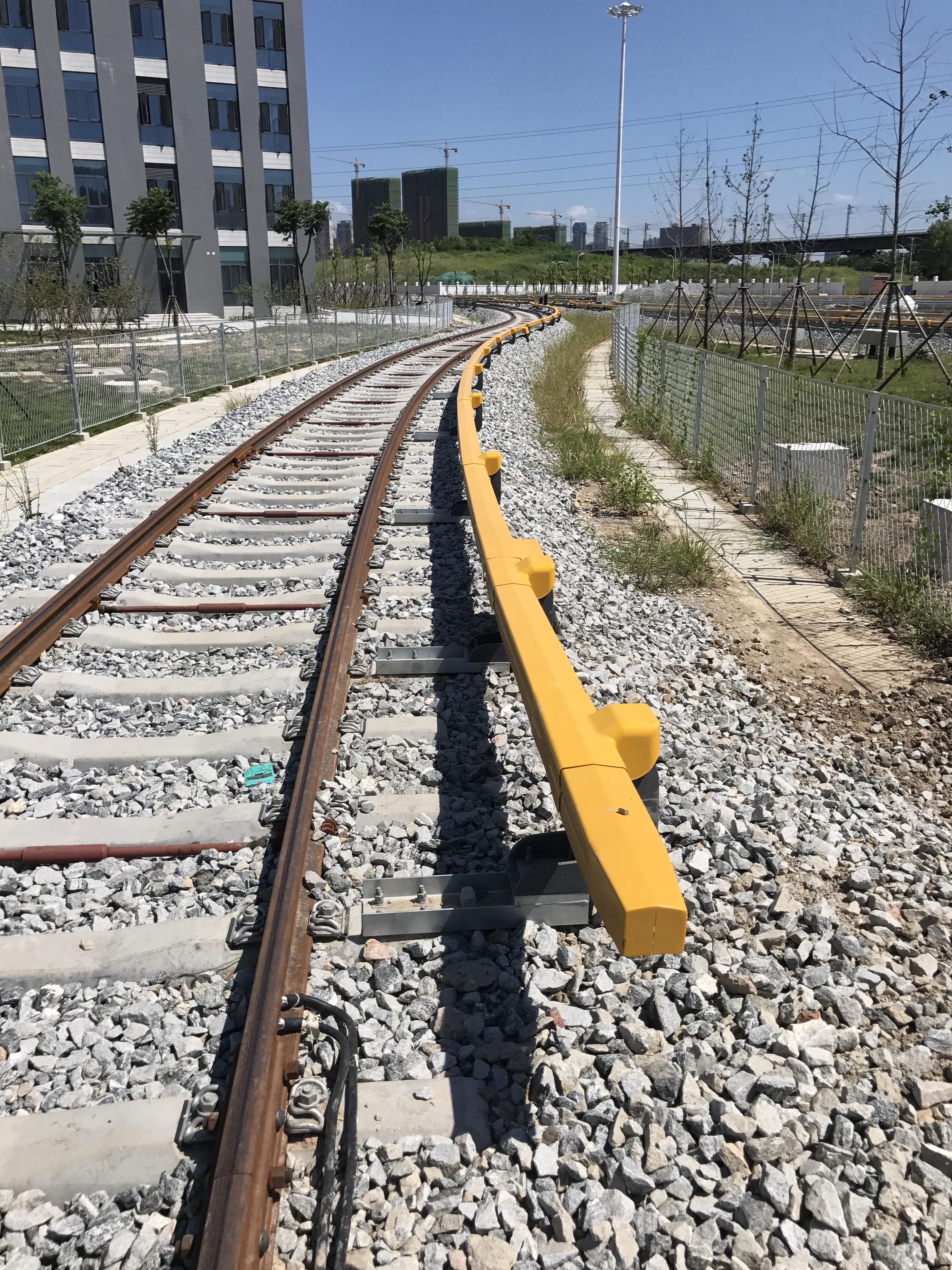
武汉地铁7号线长丰停车场
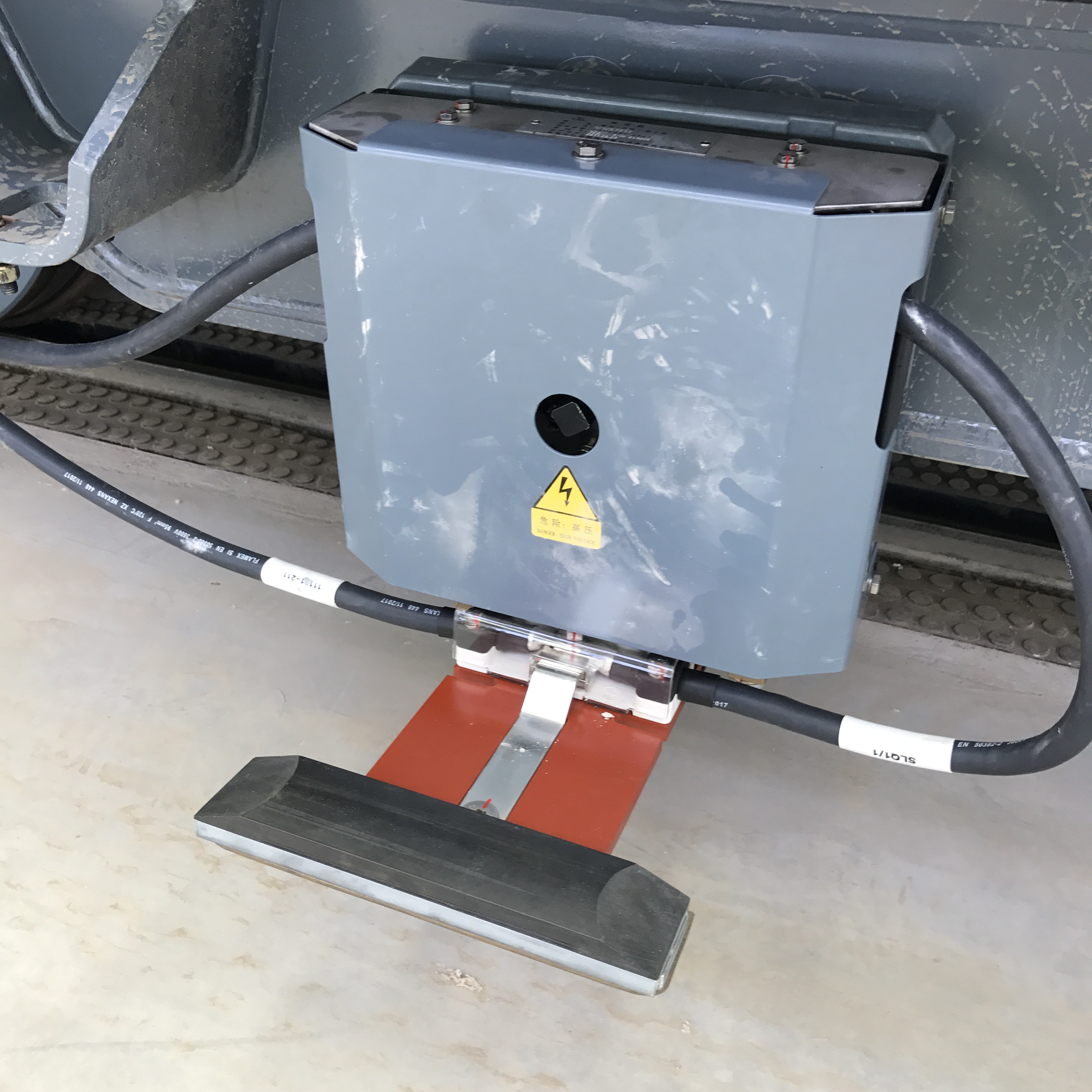
受流器（集电靴）

## 優點
- 帶電軌的结构简单，无需大量的悬吊结构，因而建设成本比架空接触网低，是很多軌道交通供電系統沒有轉用架空電纜的主因。
- 天災對帶電軌的影響較架空電纜少（除非洪水泛濫或結冰）。
- 淨空較小的隧道，安裝帶電軌比架空電纜更適合。
- 用帶電軌比架空電纜較不阻礙視線，尤其在注重景觀而且非地下化路段的情況下。

## 缺點

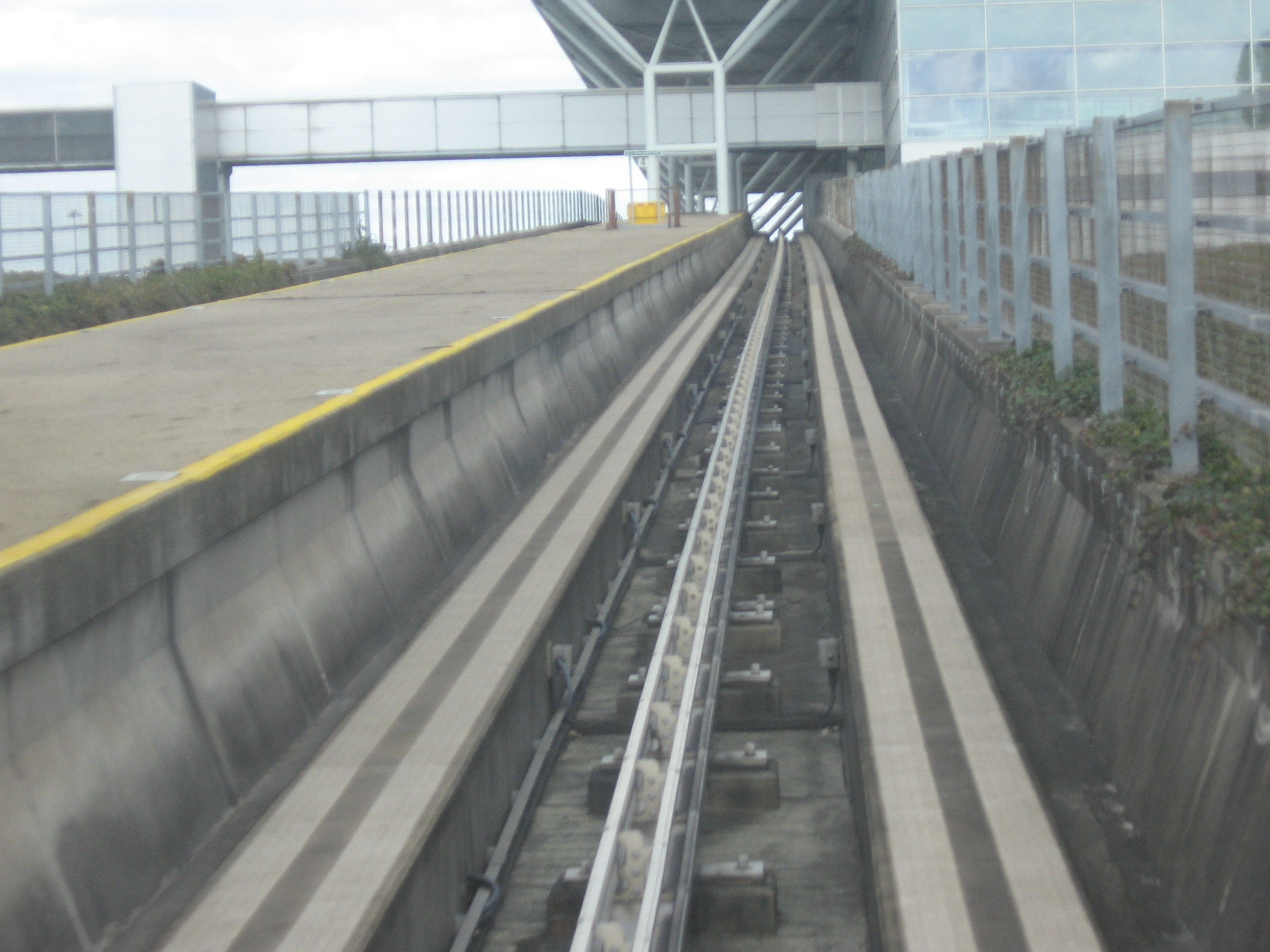
伦敦斯坦斯特德机场捷运系统的三相交流接触轨

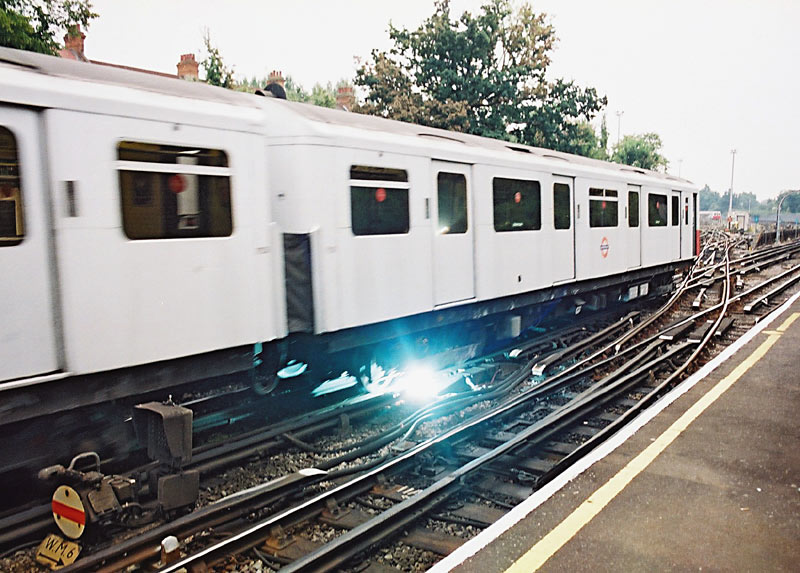
軌道供電的電弧（倫敦地鐵）

- 帶電軌道構成觸電危險：碰觸帶電軌道容易造成觸電。北京地鐵曾發生墮軌後觸電的個案。而臺北捷運淡水線即有平面軌道供電路段，為防止民眾誤踏而加設嚴密的鐵絲網，而因此大多用在有專用路權的封閉式路線上。
- 電壓問題：帶電軌道的電壓不能太高，否則會在路軌間形成電弧。由於電流較大，故此每隔一小段便要設立一個電站，以確保電力供應穩定。但這樣也加重了成本，因此只適合用在短距離的地下鐵或都市內的軌道運輸。另外，電壓問題亦使高速列車和貨運列車不適合行走於軌道供電系統鐵道，故一般速度較低、載重較小的列車（亦即通常用於大眾運輸的一類列車）較適合使用軌道供電系統。不過英国南部的國鐵電氣化區段卻大規模地採用軌道供電。
- 軌道供電系統的電壓較架空電纜系統為小。架空電纜一般能提供15或25kV交流電，但第三軌系統最多只能提供約1500V的直流電（也有採用低壓交流電的例子：如AC 600V）。
- 電流流失：由於帶電軌道接近地面，故有時電流流失到地面。一些帶電軌道會加上鋁條以減少電流流失（因為鋁的傳電能力比鋼為佳）。然而，由於鋁對熱力的膨脹反應與鋼有所不同，為避免損毀帶電軌，帶電軌的兩旁都必須有鋼條栓緊。
- 限速：由於集電靴在高速之下難以準確地抓緊帶電軌，故採用軌道供電系統的鐵路限速不能太高。現時採用軌道供電系統的鐵路最高速度均不超過160km/h。
- 縫隙問題：在轉轍器、平交道等處，帶電軌都必須留下空隙以容許其他路軌穿越其間。一般來說，使用軌道供電的列車都是，列車一定擁有多於一個集電靴，所以空隙不會構成問題。但在某些情況下，列車仍有可能因為全部的集電靴都在空隙之中，無法取得電力而不能行動。這時列車需要由其他機車推動、接駁緊急用電纜到最近的帶電路軌上、或加装架空接触网并因此改用受电弓，以取得動力。例如天津地鐵1號線，當列車下行往雙林方向快到海光寺時，因道岔過長造成集電靴無法接觸到帶電軌，所以列車均會跳電10至30秒，跳電時緊急電源只會支持一小部分照明系統和行控系統。由於這些事故多於繁忙的交匯處發生，故通常都會導致嚴重的擠塞及延誤。或广州地铁使用第三轨供电的线路，在一些平交道处由于经常发生列车在空隙处无法从第三轨取电，而在相应位置加装架空接触网和车辆加装受电弓，来允许在空隙位临时升弓取电行驶。

## 其他相关資料

### APS系統

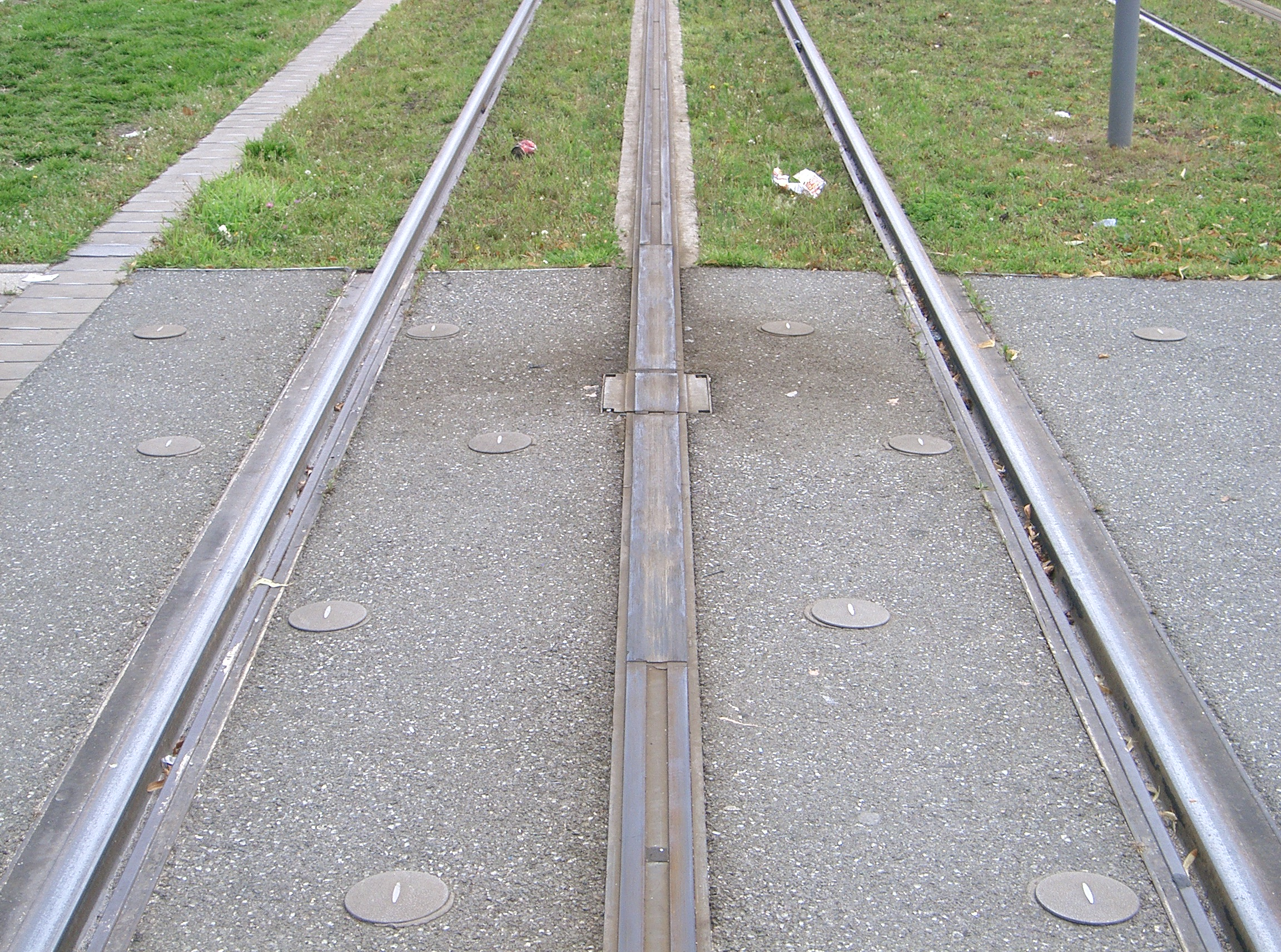
波爾多輕軌所採用的APS系統，供電軌位於兩條路軌的中間

APS，法文全稱為，英文又稱為或，是一種創新的第三軌供電方式，由法國阿爾斯通公司研發，於2003年啟用的波爾多電車首先採用此系統。APS系統的供電軌在外觀上像是兩條金屬片鑲在一長條絕緣片上，當列車行駛時，列車的號誌感應裝置會偵測並傳遞訊號給該區段的供電軌，此時在列車中間下方的供電軌才會依訊號向與集電靴的接觸點提供電源；因此未有與列車集電靴接觸的供電軌並不會帶電，一般情况下行人、動物、車輛通過的時候不會有觸電的危險。APS系統大幅提高了安全性，但更換供電軌時必須將路面封閉，帶來不便。此系统也不适用于多雨地带。。
除了波爾多，於2011年啟用的昂熱和漢斯的有軌電車系統、奥尔良轻轨B线、迪拜有轨电车與珠海有轨电车也都採用APS系統。

### 混合供電

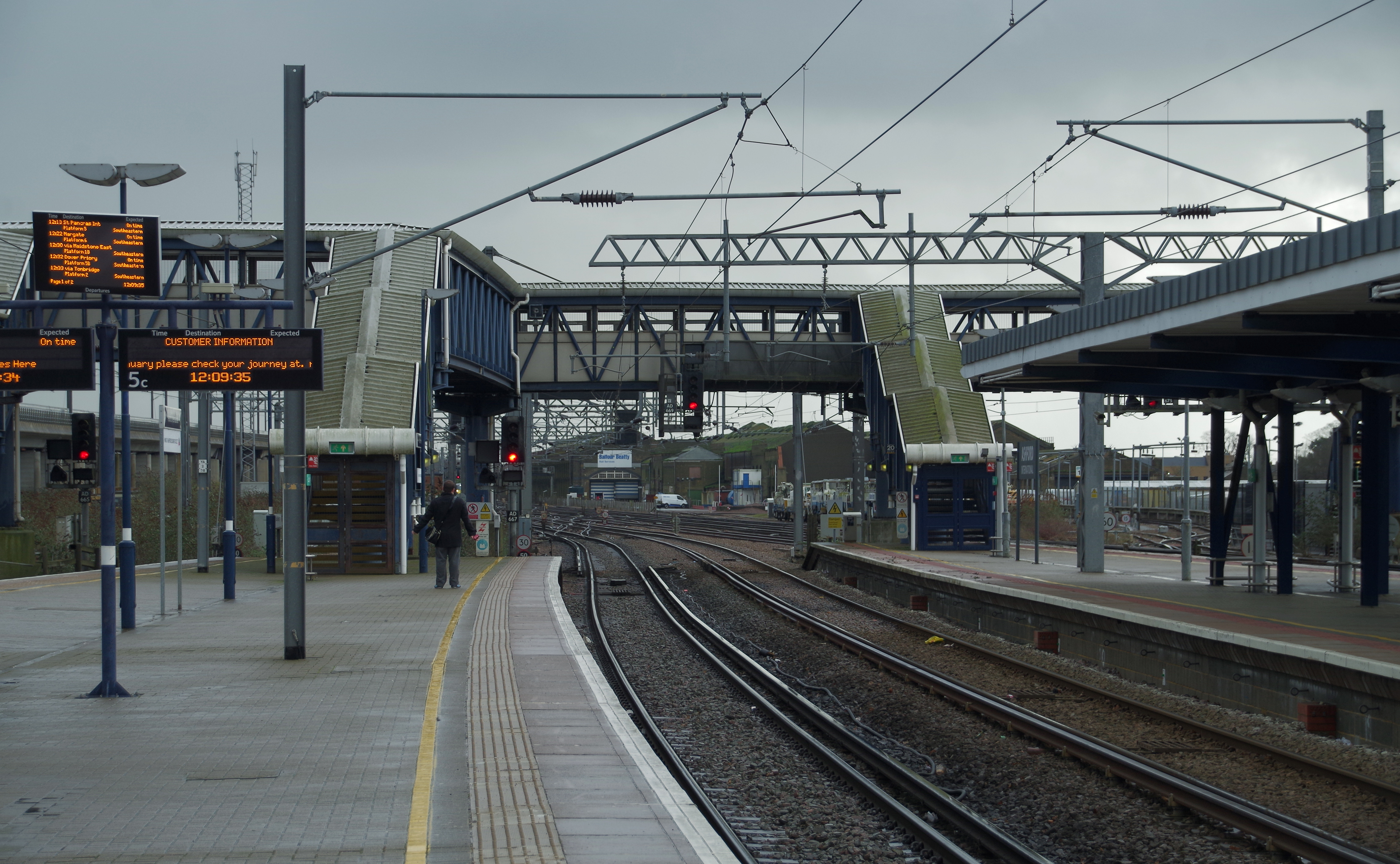
阿什福德国际车站的混合供電路段

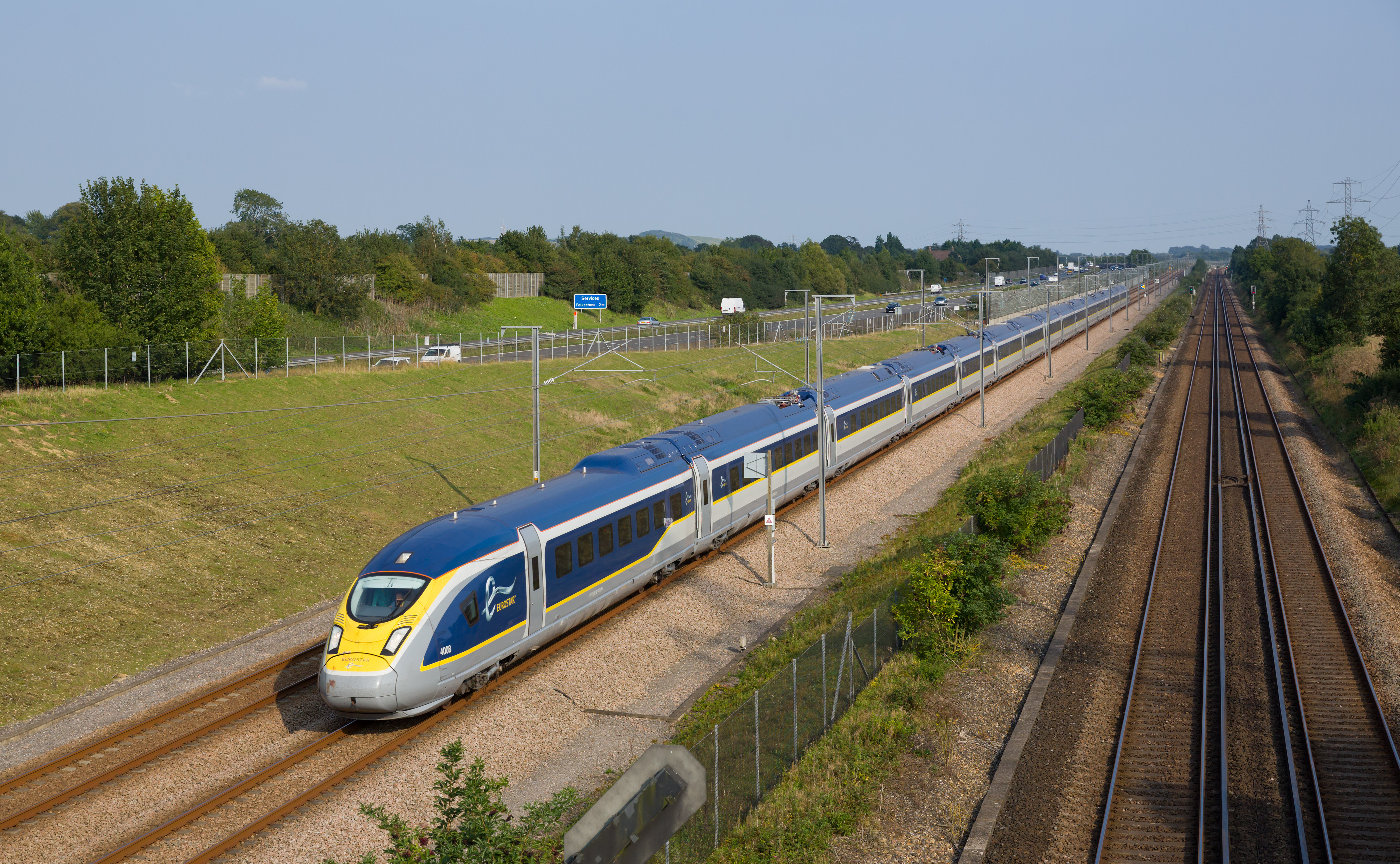
左边為交流25kV50Hz架空電纜供電的英國1號高速鐵路，右邊為直流750V第三軌供電的既有線

有些鐵路線是軌道供電和架空電車線兩種路段組合而成。行走這些鐵路線的列車須同時能夠從兩種供電系統取電。此情況在鐵路線延伸或兩條原本使用不同供電系統的路線連結時均可能出現，日本信越本線橫川站 - 輕井澤站間（碓氷峠，此字同"嶺"）的ED42曾經使用過此種方法；而廣州地鐵4、5、6、14、21号线、深圳地铁6号线、上海轨道交通16号线、東莞軌道交通1號線（在建；僅限開通首兩年），以及波士頓地鐵藍線，是少數採用混合供電的第三軌地鐵系統。其中珠海電車、廣州地鐵4、5．6、14、21号线、深圳地铁6号线、上海轨道交通16号线車廠使用架空電纜供電，正線採用第三軌供電（二者均為1500伏特直流電）；而波士頓地鐵藍線則隧道採用第三軌供電，架空及地面段採用架空電纜供電；東莞軌道交通1號線則於正線採用架空電纜供電，而經由共用的深圳地鐵6號線正線進出臨時配屬的長圳車輛段時改用第三軌供電。
在英國南部，由於需接駁DC750V第三軌供電和AC25kV架空電纜供電的路段，故混合供電的路段很普遍。而提供行駛於1號高速鐵路的英國鐵路395型電力動車組與歐洲之星列車英國鐵路373型電力動車組是全球少數款採用混合供電的高鐵列車（但使用集電靴時速度限於160km/h）。

## 实例
絕大部分的膠輪路軌系統、單軌鐵路及以下列表

### 中国大陆
- 深圳地铁3、6号线（6号线在车辆段内使用接触网供电）
- 广州地铁4、5、6、14、21及APM线（4、5、6、14、21号线在车辆段内使用接触网供电）
- 武汉地铁（6、19号线除外）
- 上海地铁16、17号线、浦江线（16号线在车辆段内使用接触网供电）
- 无锡地铁
- 青岛地铁
- 昆明地鐵
- 天津地铁1、2、3号线
- 北京地铁（3、6、11、12、14、16、17、19、西郊线、亦庄T1线、大兴机场线除外）
- 重庆璧山膠輪有軌電車
- 金华轨道交通金义东线

### 港澳
- 香港國際機場旅客捷運系統
- 澳門輕軌
- 海洋列車（不提供動力，只提供空調及燈明系統運作）
- 山頂纜車（不提供動力，只提供燈明和其他設備如風扇和車載電腦系統運作，只限總站設置作充電之用）

### 韓國
- 仁川地鐵2號線
- 議政府輕電鐵
- 龍仁輕電鐵
- 釜山地铁4号线

### 日本
- 東京地下鐵銀座線、丸之內線
- 大阪市營地下鐵 (堺筋線、長堀鶴見綠地線、今里筋線除外)
- 札幌市營地下鐵南北線
- 橫濱市營地下鐵藍線
- 名古屋市營地下鐵東山線、名城線、名港線
- 近畿日本鐵道京阪奈線
- 北大阪急行電鐵南北線

### 台灣
- 台北捷運
- 桃園捷運
- 台中捷運
- 高雄捷運
- 桃園國際機場旅客自動電車輸送系統
- 台北捷運環狀線電聯車

### 泰國
- 曼谷大眾運輸系統
- 曼谷地鐵

### 馬來西亞
- 快捷通軌道

### 新加坡
- 新加坡地鐵（东北线除外）、武吉班讓輕軌、盛港輕軌、榜鵝輕軌

### 印尼
- 大雅加達輕軌

### 歐美
- 歐美多個城市軌道交通系統
- 倫敦地鐵、碼頭輕鐵以及部分市郊鐵路系統
- 巴黎地鐵
- 紐約地鐵、史泰登島鐵路、大都會北方鐵路及長島鐵路
- 英国南部大部分電氣化鐵路系統、默西鐵路